# ألفريد ألبوت
ألفريد ألبوت (بالإنجليزية: A. H. Albut)‏، مدرب كرة قدم إنجليزي سابق.
و هو أول مدرب في تاريخ نادي مانشستر يونايتد، حيث دربهم منذ عام 1892 وحتى عام 1900.